# Пекка
Пе́кка (фин. Pekka) — карельское и финское мужское имя. Возникло как вариант имени Пётр. Другие формы — Петри (фин. Petri), Пиетари (фин. Pietari), и Петтери (фин. Petteri).
В середине 20-го века было самым популярным в Финляндии. На 2009 год насчитывалось 101 803 мужчины и несколько женщин, носивших имя Пекка.
Именины в финской традиции — 29 июня, по православному календарю — 25 июня.